# Лаксо
Лаксо (на шведски: Laxå) е град в централна Швеция, лен Йоребру. Главен административен център на едноименната община Лаксо. Намира се на около 180 km на югозапад от столицата Стокхолм и на около 50 km на югозапад от Йоребру. Основан е през 19 век. ЖП възел. Населението на града е 3064 жители според данни от преброяването през 2010 г.